# Josep Ribera Milan
Josep Ribera Milán (Sant Julià de Ramis, 26 de gener de 1937) és un pianista guixolenc.
Quan tenia tres anys, la seva família es va traslladar a viure a Sant Feliu de Guíxols. A l'edat de sis anys inicià els estudis de solfeig i piano de la mà de Victòria Burcet, esperonat pel seu pare que va copsar la innata vocació musical del seu fill i a qui va fomentar l'amor per la música. Temps després, estudiaria amb el mestre Pere Mercader de Cassà de la Selva. Amb nou anys, va ingressar al Conservatori de Música del Liceu on hi va acabar els estudis l'any 1953. La seva primera actuació musical va tenir lloc al Teatre Novetats de Sant Feliu el mes de març de 1946, on va actuar a l'entreacte de diverses obres que L'Esbart Dansaire Montclar va escenificar.
El 1953 va marxar a Londres amb la finalitat d'ampliar estudis, que va poder costejar treballant a la indústria hotelera, fet que va aprofitar per tocar als pubs en les seves estones lliures. La temporada 1954-1955 veié el seu debut professional al “Royal College of Music” de Londres i poc temps després tornà a Catalunya però la situació política i social d'Espanya el va empènyer a emigrar a Suècia l'any 1960.
Amb vint-i-tres anys va iniciar diversos estudis musicals amb el mestre Hans Leygraf, aleshores professor de piano a l'Escola de Música de Ràdio Suècia i a qui, set anys més tard va succeir al capdavant d'aquesta institució. Durant aquells anys, Ribera va a actuar a diferents auditoris de Noruega, Dinamarca, Finlàndia, França i Gran Bretanya i al mateix temps, dirigia una master class a un reduït nombre d'alumnes a la mateixa Escola de Música de Ràdio Suècia.

## Guardons
Fou nomenat Membre Honorari de la Reial Acadèmia de les Arts de Suècia. Ha actuat a tot Europa i també als Estats Units, Canadà, Argentina, Rússia, Ucraïna, Israel, Austràlia, Xina i Japó. Després de seixanta anys d'absència, Ribera va tornar a Sant Feliu de Guíxols l'estiu del 2013, inaugurant el Festival de la Porta Ferrada amb un repertori de compositors romàntics. L'any següent hi va tornar i en aquesta ocasió va interpretar, per primera vegada en el marc del Festival, la versió completa de la Sonata en do menor per a piano del compositor guixolenc Juli Garreta.
Josep Ribera resideix a Dinamarca des del 1986.